# جراحة بمساعدة الواقع المعزز
الجراحة بمساعدة الواقع المعزز (ARAS) (بالإنجليزية: Augmented reality-assisted surgery)‏ هي أداة جراحية تستخدم التكنولوجيا التي تفرض صورة يتم إنشاؤها بواسطة الكمبيوتر على وجهة نظر الجراح في مجال الجراحة، وذلك توفير عرض مركب لجراح المريض مع جهاز كمبيوتر تم إنشاؤه تراكب تعزيز الخبرة العملية. ويمكن استخدامه للتدريب، والتحضير لعملية، أو أداء عملية. يمكن إجراء (ARAS) باستخدام مجموعة واسعة من التقنيات، بما في ذلك شاشة عرض بصرية محمولة على الرأس (OHMD) — مثل (Google Glass XE 22.1 أو(Vuzix STAR 1200 XL)— وتراكب رقمي من خلاصات الجراحة الروبوتية والمنظارية. وقد تم اختبار هذه التقنية في المقام الأول في مجالات المسالك البولية والقلب والأوعية الدموية.

## الاستخدامات المتخصصة
مجموعة فرعية من (ARAS) تسمى جراحة المسالك البولية بمساعدة الواقع المعزز (ARAUS) تساعد على وجه التحديد في جراحة المسالك البولية. وقد وصفت هذه الأداة التدريب داخل العملية لأول مرة واستخدامها من قبل طارق (Hakky)، ريان M. ديكي، ولاري I.(Lipshultz داخل قسم سكوت لجراحة المسالك البولية، كلية بايلور للطب، ودانيال ر. مارتينيز، رافائيل E. كاريون، وفيليب E. جواسيس داخل برنامج الطب الجنسي في قسم المسالك البولية، في جامعة جنوب فلوريدا. تم استخدامه في البداية لتعليم المقيمين الطبيين كيفية وضع بدلة القضيب من البداية إلى النهاية عبر تطبيق تم تنزيله على (OHMD) داخل العملية، والبصرية عرض إنتاج الكاميرا تغذية جنبا إلى جنب مع البرمجيات التي تسمح للكشف عن نقاط الاهتمام تمكين أعضاء هيئة التدريس للتفاعل مع السكان أثناء وضع الطرف الاصطناعي القضيب. أظهر كل من أعضاء هيئة التدريس والمقيمين درجة عالية من الرضا عن تجربة (ARAUS)أنها أداة فعالة في تدريب تقنية جراحة المسالك البولية. تشمل مزايا ARAUS ردود الفعل في الوقت الحقيقي للمقيمين أثناء الجراحة والرؤية الفائقة والتفاعل بين أعضاء هيئة التدريس والمقيمين.
كما تم تطبيق ARAS على عالم القلب والأوعية الدموية. تيري بيترز من جامعة ويسترن أونتاريو في لندن، كندا تعاونت مع باحثين آخرين في معهد روبارت للأبحاث لتنفيذ ARAS نحو هدف تحسين إصلاح الصمام التاجي للقلب واستبدال الصمام الأبهري. في مقابلة مع مدونة الواقع المعزز الطبية، ذكر بيترز أن فريق بحثه لا يمكنه فقط استخدام ARAS "لتحسين سرعة وسلامة إجراء إصلاح صمام القلب"؛ كما أجروا "تقييم بيئة AR للتخطيط لإزالة ورم الدماغ، وتطوير نظام معزز بالـ ARF لحقن العمود الفقري الموجهة بالموجات فوق الصوتية". "
وقد وضعت شركة هولوسورالية ARAI اختبارها سريريا™ نظام الملاحة الجراحية التي توفر في الوقت الحقيقي للمريض محددة التصور التشريحي 3D للتخطيط قبل الجراحة، والتوجيه داخل العملية الجراحية، وتحليل البيانات بعد الجراحة. يسمح عنصر الواقع المعزز في النظام للجراح بتركيز اهتمامه على التشريح الداخلي للمريض، دون تعريضه فعليًا. في 10 يناير 2019 أكملت شركة (oloSurgical Inc)جراحة العمود الفقري الأولى في العالم باستخدام الواقع المعزز ونظام الملاحة القائم على الذكاء الاصطناعي. تم تطوير النظام من قبل رائد الذكاء الاصطناعي بول ليويكي دكتوراه، الجراح كريس سيميونو MD، دكتوراة، والمهندس كريستيان لوتشيانو دكتوراة.[بحاجة لمصدر]